# Meridiano 83 E
O meridiano 83 E é um meridiano que, partindo do Polo Norte, atravessa o Oceano Ártico, Ásia, Oceano Índico, Oceano Antártico, Antártida e chega ao Polo Sul. Forma um círculo máximo com o Meridiano 97 W.
Começando no Polo Norte, o meridiano 83º Este tem os seguintes cruzamentos:
| País, território ou mar | Notas                                                         |
| ----------------------- | ------------------------------------------------------------- |
| Oceano Ártico           | Passa a leste da Ilha Uyedineniya                             |
| Rússia                  | Ilha Troynoy                                                  |
| Oceano Ártico           | Mar de Kara                                                   |
| Rússia                  | Ilha Vostochnyy                                               |
| Oceano Ártico           | Mar de Kara                                                   |
| Rússia                  |                                                               |
| Golfo do Ienissei       |                                                               |
| Rússia                  |                                                               |
| Golfo do Ienissei       |                                                               |
| Rússia                  | Passa em Novosibirsk                                          |
| Cazaquistão             |                                                               |
| China                   | Xinjiang Tibete                                               |
| Nepal                   |                                                               |
| Índia                   | Uttar Pradesh Chhattisgarh Orissa Andhra Pradesh              |
| Oceano Índico           |                                                               |
| Oceano Antártico        |                                                               |
| Antártida               | Território Antártico Australiano, reivindicado pela Austrália |